# Station Stanisławice
Station Stanisławice is een spoorwegstation in de Poolse plaats Stanisławice.